# 希尔顿惠庭酒店
希尔顿惠庭酒店（英語：Home2 Suites by Hilton），是希爾頓全球酒店集團旗下的长住酒店品牌，提供现代住宿和可定制的客房设计。该品牌推出于2009年，第一家希尔顿惠庭酒店于2011年在美国开业。

## 历史
2011年2月，希尔顿集团在美国北卡罗来纳州费耶特维尔开设了第一家希尔顿惠庭酒店。它于2015年开设了第50家希尔顿惠庭酒店。
2020年6月，希尔顿与碧桂园旗下的凤悦签署独家管理许可协议，在中国引入和发展希尔顿惠庭品牌，并计划在中国建造超过1000家希尔顿惠庭酒店。
在中国，希尔顿惠庭酒店被定位为旅居型品牌，强调居家性和社交性，从而形成与同档次的希尔顿花园酒店和希尔顿欢朋酒店品牌错位发展。希尔顿惠庭酒店特色是提供灵动且多功能的设施和居家用品，例如客房标配微波炉和咖啡机等，使旅行者们在生活中保持原有的生活方式。